# Rungia chinensis
Rungia chinensis är en akantusväxtart som beskrevs av George Bentham. Rungia chinensis ingår i släktet Rungia och familjen akantusväxter. Inga underarter finns listade i Catalogue of Life.